# Crocus boryi
Crocus boryi ist eine Pflanzenart aus der Gattung der Krokusse (Crocus). 

## Merkmale
Crocus boryi ist ein ausdauernde Knollen-Geophyt, der Wuchshöhen von (3) 7 bis 20 Zentimeter erreicht. Die Knollenhülle ist papierartig und am Grund in parallele Formen zerschlitzt. Die Blüten sind weinglasförmig, meist weiß gefärbt und im Schlund immer dunkelgelb. Nachts schließen sie sich. Die Staubbeutel und Pollen sind weiß. Die Staubfäden sind fein papillös.
Die Blütezeit reicht von September bis Dezember.
Die Chromosomenzahl beträgt 2n = 30.

## Vorkommen
Crocus boryi kommt in Griechenland vor. Auf Kreta wächst die Art auf Brachland, in Phrygana und auf Sanddünen in Höhenlagen von 150 bis 550 Meter.